# 柑腳
柑腳，舊稱柑腳城，是新北市雙溪區的一個地名，位於該區中部偏西北，範圍大致包括長源里、外柑里西半部。

## 歷史
台灣清治末期，柑腳地區為一街庄，稱為「柑腳庄」，隸屬於三貂堡。該庄西北與什份藔庄為鄰，東北與平林庄為鄰，東南邊為三叉坑庄、料角坑庄，西南邊為濶瀨庄、石底庄。
1901年（日治明治三十四年）11月，該庄隸屬於基隆廳，編入第九區。1905年（明治三十八年）7月，第八區、第九區合併為「頂雙溪區」。1920年（大正九年），該庄改制為「柑腳」大字，隸屬於臺北州基隆郡雙溪庄，大字下有「柑腳」、「外柑腳」、「崩山坑」、「下坑」、「中坑」、「盤山坑」小字名。
戰後雙溪庄改制為雙溪鄉，隸屬於臺北縣，大字亦改制為村。2010年（民國99年）12月，臺北縣升格為新北市，雙溪鄉改制為雙溪區，村改制為里。

## 交通
省道台2丙線又稱基福公路，經過柑腳地區北部，由此往東可前往雙溪市區、貢寮，隨後於福隆接上省道台2線本線，往西北可前往平溪、基隆市暖暖區等地。